# Daniel Bogdanović
Daniel Bogdanović (Misurata, Libia, 26 de marzo de 1980) es un futbolista maltés, libio de nacimiento y con ascendencia serbia y eslovena. Se desempeña como mediapunta y actualmente juega en el Għajnsielem Football Club.

## Clubes
| Club                      | País       | Años              |
| ------------------------- | ---------- | ----------------- |
| Sliema Wanderers          | Malta      | 2000 - 2001       |
| Vasas                     | Hungría    | 2001 - 2002       |
| Valletta                  | Malta      | 2002              |
| Chernomorets Varna        | Bulgaria   | 2003              |
| Sliema Wanderers          | Malta      | 2003              |
| Marsaxlockk               | Malta      | 2004 - 2005       |
| Sliema Wanderers          | Malta      | 2005 - 2006       |
| Marsaxlockk               | Malta      | 2006 - 2007       |
| Cisco Roma                | Italia     | 2007 - 2008       |
| Lokomotiv Sofia           | Bulgaria   | 2008 - 2009       |
| Barnsley                  | Inglaterra | 2009 - 2010       |
| Sheffield United          | Inglaterra | 2010 - 2011       |
| Blackpool                 | Inglaterra | 2011 - 2012       |
| Rochdale (cesión)         | Inglaterra | 2012              |
| Notts County (cesión)     | Inglaterra | 2012              |
| Mosta                     | Malta      | 2012 - 2013       |
| Valletta                  | Malta      | 2013              |
| Floriana                  | Malta      | 2013              |
| Victoria                  | Malta      | 2014              |
| Xewkija Tigers            | Malta      | 2014 - 2019       |
| Għajnsielem Football Club | Malta      | 2019 - actualidad |